# 1910年10月5日革命
1910年10月5日革命（葡萄牙語：Implantação da República Portuguesa）是一場發生在1910年的葡萄牙革命。革命推翻了君主制，國王曼努埃爾二世逃亡國外，葡萄牙建立第一共和國。
革命前的葡萄牙處於布拉干萨王朝的統治，王朝末期陷入重重危機。葡萄牙試圖擴展殖民地的計劃卻在英國進軍威逼之下失敗，激起了民憤。1891年1月，共和黨人在北部城市波爾圖發動了一場大規模的起義，但是最終失敗。1908年里斯本發生了刺殺國王卡洛斯一世及皇太子的案件。社會和宗教信仰觀點的變革，總理若·弗朗哥的專政，改革黨和進步黨等組織的內閣頻頻倒臺，再加上政府未能應對現代化的潮流，都使得共和主義運動風起云湧。當時的共和派人士，尤其是共和黨，從中取得了上風。共和黨宣稱自己是唯一有計畫能將國家回復其失去的地位，並將葡萄牙帶到進步的道路上的。
1908年，若·弗朗哥總理在重重壓力下被迫下臺，但是之後的葡萄牙政局陷于黨派紛爭，一直未能組成一個穩定的政府。1910年10月1日，剛剛當選巴西總統的赫耳墨斯·羅德里格斯·達·豐塞卡出訪葡萄牙，共和黨人乘機進一步擴大游行示威，要求共和。10月3日，陸軍部隊拒絕鎮壓停泊在塔霍河河口的軍艦的叛變，反而聯合海軍包圍里斯本四周。10月4日，兩艘軍艦開始炮轟皇宮，國王曼努埃爾二世慌忙經直布羅陀逃至英國倫敦。10月5日，臨時政府組成，作家特奥菲洛·布拉加出任總統。
共和的新政府宣布廢除君主制，實行政教分離原則。次年，新憲法頒布，制定新的國旗、國歌，由民主選舉產生參眾兩院。
1910年革命被視為是葡萄牙共和政體成功的開始，10月5日亦被葡萄牙定為共和國日，作為公眾假期。在澳門，商業街「十月初五日街」的名稱就是紀念這場革命而來的。